# Fyristorg
Fyristorg är ett torg i centrala Uppsala. Torget angränsar till Valvgatan i nordväst, Fyrisån i nordost, Drottninggatan i sydost, och Västra Ågatan i sydväst.
Torget, som tidigare kallades "Vedtorget" på grund av försäljningen av ved där, är beläget mellan Västra Ågatan och Fyrisån. Dombron förbinder Fyristorg med Gamla torget som ligger på den östra sidan av Fyrisån.

## Historia
Från 1300-talet fanns på området Uppsala helgeandshus, som var ett sjukhus och ålderdomshem för fattiga.
Helgeandshuset skadades allvarligt vid stadsbranden 1702, och enbart dess kapell överlevde branden. Efter branden beslutades att ingen nybebyggelse fick ske längs åstränderna, för att inte blockera vattentillgången vid framtida bränder. Den öppna yta som då uppstod blev så småningom en handelsplats. Under 1830-talet blev torget kullerstensatt, och år 1891 fastställdes officiellt torgets namn till Fyristorg. 
Torgets hörn mot Drottninggatan kallades tidigare för "Politiska knuten", eftersom där fanns en anslagstavla med tidningsnyheter där många samlades och kommenterade och diskuterade de senaste händelserna. På torget finns Galleri London, en tidigare offentlig toalett som sedan år 2000 används som konstgalleri. Stora delar av torget används idag för bilparkering.
Fyristorg nämns i Owe Thörnqvists hit Varm korv boogie från 1959.

## Bilder

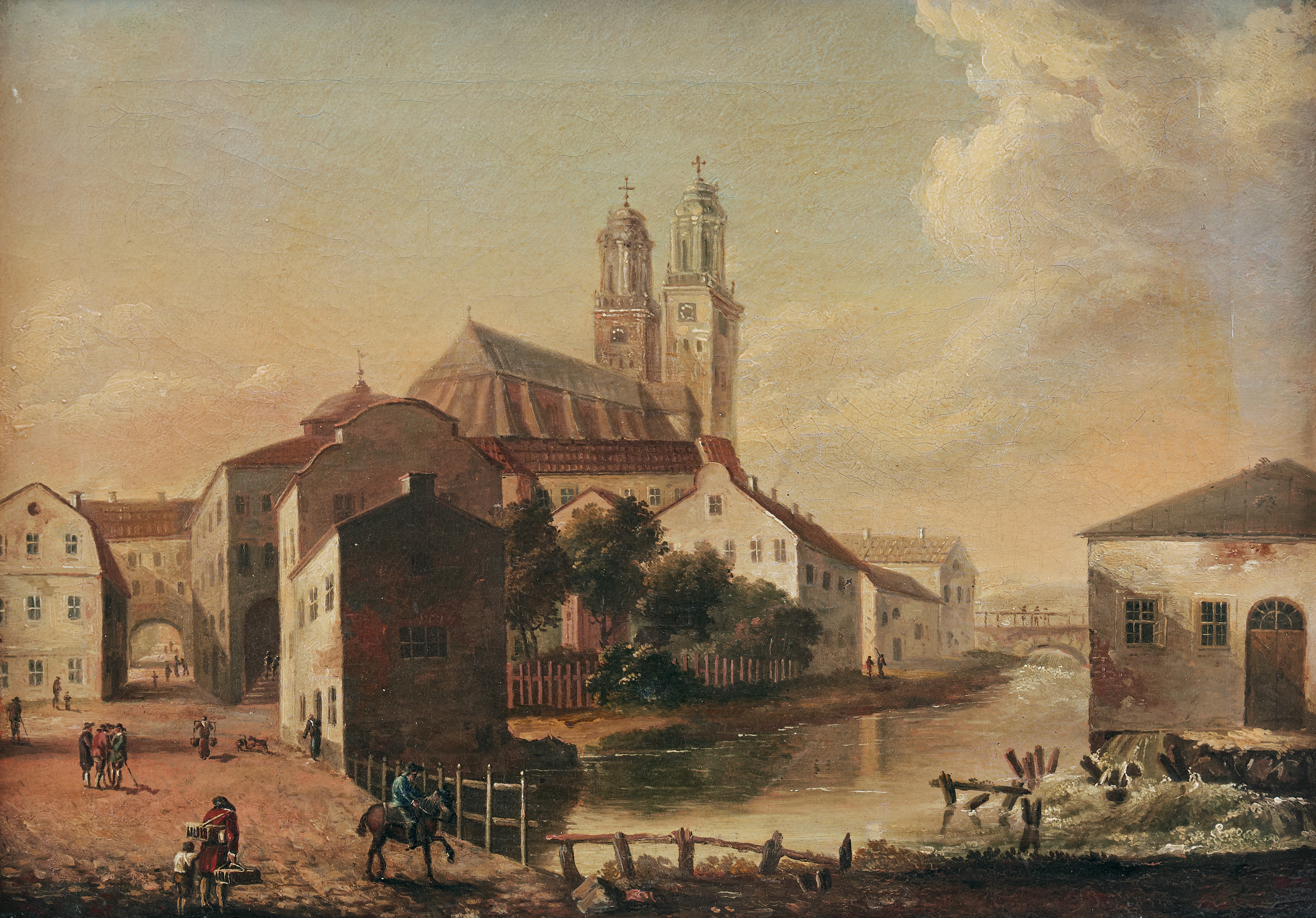
Dombron med Skytteanum och Uppsala domkyrka år 1800. Målning av Carl Peter Hilleström.